# John Martin (cantante)
John Martin Lindström (Estocolmo; 22 de agosto de 1980) es un cantante y compositor sueco, principalmente conocido por sus colaboraciones con Swedish House Mafia. Además, ha colaborado con otros numerosos artistas de la escena electrónica, como Avicii, David Guetta, Alesso, Martin Garrix, entre otros.
En 2014, sacó la canción en solitario «Anywhere For You» escrita junto a su compañero Michel Zitron. Más tarde, el sencillo recibió un remix de Tiësto y Dzeko & Torres.

## Biografía
Creció en los suburbios al sur de Estocolmo, con su madre, su padre y su hermano mayor. Su padre les inculcó la idea de involucrarse en su futuro en los deportes de motor, pero Martin y su hermano optaron por la música en su lugar. A los 13 años, John Martin compró una guitarra, la cual aprendió a tocar gracias a su vecino llamado Andreas Östberg, quien solía visitarlo a la casa para darle sus primeras clases de guitarra, tiempo después formó una banda. John Martin comenzó a cantar a los 15 años cuando el cantante abandonó la banda antes de un concierto y él ocupó su lugar. Actuó en diversos espectáculos musicales en su ciudad natal.
En 2010, fue descubierto por Sebastian Ingrosso, uno de los miembros de Swedish House Mafia para ponerle voz y coescribir la canción del grupo, "Save the World". La canción alcanzó el número 10 en la lista de éxitos del Reino Unido y el puesto número 1 en los Hot Dance Club Songs en Estados Unidos. También contribuyó con Avicii y compuso la canción "Fade Into Darkness", junto a Michel Zitron. Luego llegaría su consagración con la grabación de otra producción para Swedish House Mafia en la que él y Zitron también coescribieron el éxito "Don't You Worry Child", el cual fue nominado al Premio Grammy a la mejor grabación dance.
En 2013 trabajó con el rapero británico Tinie Tempah y colaboró en la versión vocal de "Reload" de Tommy Trash y Sebastian Ingrosso, este último, exmiembro de Swedish House Mafia.
El 12 de febrero de 2014 se lanzó su sencillo debut como solista titulado "Anywhere For You", en el que cuenta con la producción de su amigo Michel Zitron. Éste alcanzó la séptima ubicación en el Reino Unido, mientras se posicionó entre las cuarenta primeras en Suecia, Australia e Irlanda. Está trabajando en su álbum debut que estaba planeado para ser lanzado en agosto de 2014, sin embargo se ha retrasado esperando una nueva colaboración antes del lanzamiento.
En 2016, colaboró de cerca en trabajos para Martin Garrix, como en "Now That I've Found You", "Lions In The Wild" y "Together".

## Discografía
Como Solista
| Año  | Canción            |
| ---- | ------------------ |
| 2014 | "Anywhere For You" |
| 2014 | "Love Louder"      |

Con otros artistas
| Año  | Canción                                        | Artista(s)                        | Álbum            | Participación          |
| ---- | ---------------------------------------------- | --------------------------------- | ---------------- | ---------------------- |
| 2011 | "Fade Into Darkness"                           | Avicii                            |                  | Compositor             |
| 2011 | "Save the World"                               | Swedish House Mafia               | Until Now        | Vocalista y Compositor |
| 2012 | "Don't You Worry Child"                        | Swedish House Mafia               | Until Now        | Vocalista y Compositor |
| 2013 | "You And I"                                    | Max Enforcer                      |                  | Vocalista              |
| 2013 | "Reload"                                       | Sebastian Ingrosso & Tommy Trash  |                  | Vocalista y Compositor |
| 2013 | "Children of the Sun"                          | Tinie Tempah                      | Demonstration    | Vocalista              |
| 2014 | "We'll Be Ok"                                  | Afrojack                          | Forget the World | Compositor             |
| 2014 | "Into the Wild"                                | Take That                         | III              | Compositor             |
| 2015 | "In My Blood"                                  | Alesso                            | FOREVER          | Vocalista y compositor |
| 2015 | "Together"                                     | Ella Eyre                         | Feline           | Compositor             |
| 2016 | "Now That I've Found You" (como John & Michel) | Martin Garrix                     |                  | Vocalista y compositor |
| 2016 | "Together"                                     | Martin Garrix vs. Matisse & Sadko | Seven            | Compositor             |
| 2020 | "Higher Ground"                                | Martin Garrix                     |                  | Vocalista y compositor |